# Herb Dublina

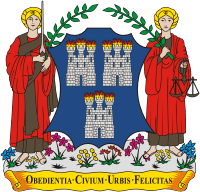

Herb Dublina (ang. Dublin City Coat of Arms) – to jeden z symboli miejskich Dublina, stolicy Irlandii. W XIII wieku na pieczęci miejskiej miasta pojawiał się zamek. Obecny herb został przyjęty w 1607 przez radę miejską i jest użytkowany do dzisiaj.

## Opis
Na niebieskim polu trzy zamki z płonącymi wieżami. Po obu stronach stoją dwie kobiece personifikacje sprawiedliwości, lewa trzyma wagę, prawa miecz a obie trzymają gałązki oliwne. Na postument składają się kwiaty. Na zwoju jest dewiza herbowa łac. Obedientia Civium Urbis Felicitas (Szczęśliwe miasto, którego obywatele posłuszni).

## Symbolika
ogień – gorliwość mieszkańców do obrony miasta

kwiaty na postumencie – nadzieja i radość